# Klein Bonaire

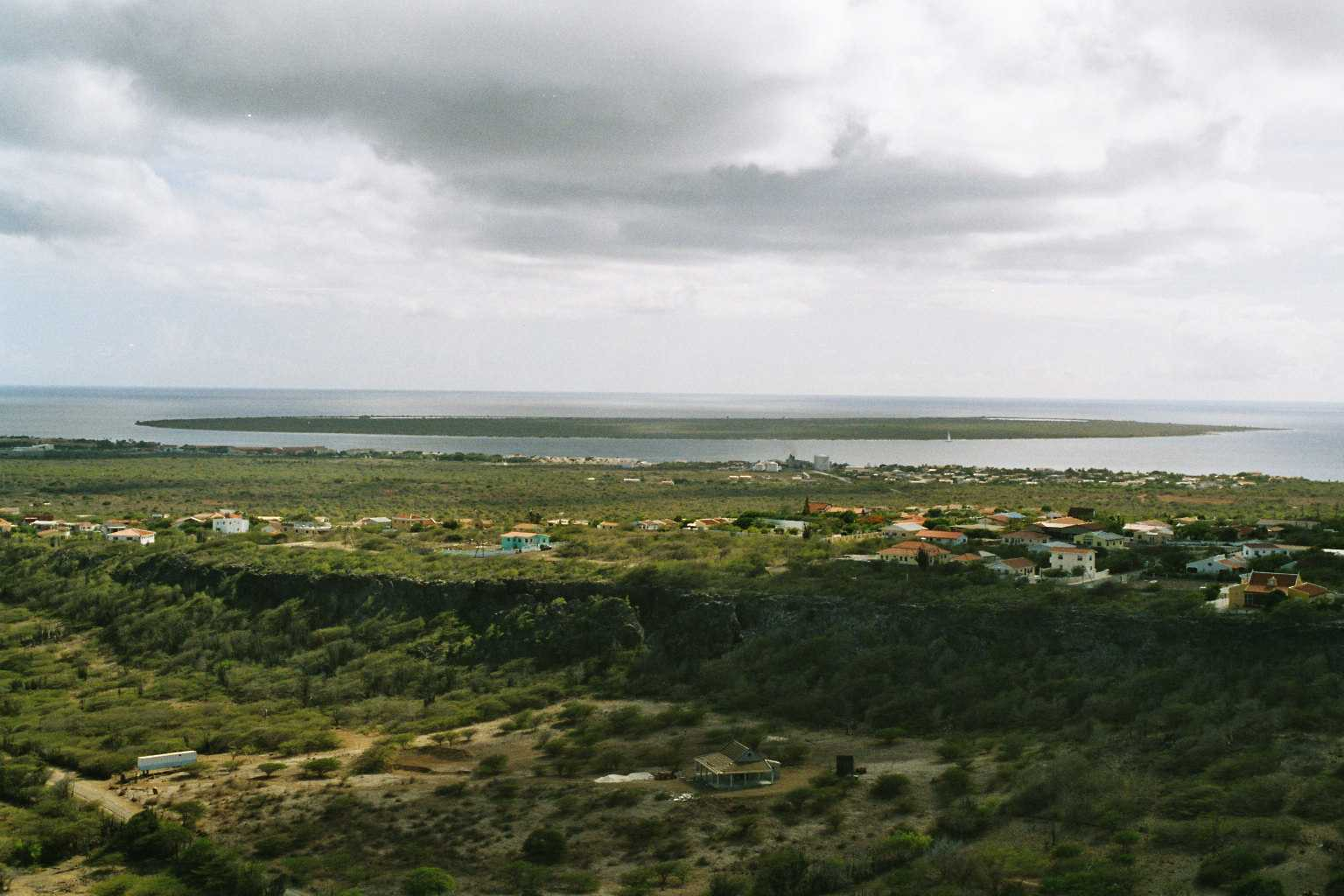
Klein Bonaire ligt dicht tegen Bonaire (voorgrond) aan

Klein Bonaire is een relatief klein en onbewoond eiland van 6 km² groot voor de kust van Bonaire. Het ligt recht voor de hoofdstad Kralendijk op een afstand van ongeveer 800 meter. Het eiland is geheel vlak en slechts begroeid met kleine struiken (voornamelijk acacia's) en verschillende soorten cactussen. Met het begin van het duiktoerisme op het eiland wilden projectontwikkelaars op Klein Bonaire recreatieoorden bouwen. Duikoperators op het eiland, gezamenlijk met enkele natuurbeschermers, hebben dit weten te voorkomen en nu is Klein Bonaire beschermd gebied; het maakt deel uit van het Bonaire National Marine Park. Vanaf 2006 wordt er aan de herbebossing van het eiland gewerkt; onder meer met de aanplant van inheemse bomen waaronder de zeedruif, strandpopulier, brazielboom, knippa en de zeldzame bonairepalm.
Klein Bonaire is zeer populair als duikbestemming. Dagelijks verzorgen resorts op Bonaire duik- en snorkeltours naar het eiland. Het rif rond Klein Bonaire begint vlak aan het strand en loopt door tot circa 35 m diepte. Het eiland staat bekend om het grote aantal zeepaardjes en ander zeeleven. Klein Bonaire is ook een nestplaats voor zeeschildpadden (met name de lederschildpad en de karetschildpad).
Ten behoeve van het maritiem verkeer is in 1976 op het westelijk punt van het eiland een 6 meter hoge lichtbaken aangelegd.
Aruba · Bonaire · Curaçao · Saba · Sint Eustatius · Sint Maarten — Cow & Calf · Green Island · Hen & Chickens · Klein Bonaire · Klein Curaçao · Molly Beday · Palmeiland · Pelikan Key · Renaissance Island 

Zie ook: Caribisch Nederland